# آنگل (الپو-دو-اوتو-پروونس)
آنگل (به فرانسوی: Angles) یک کمون در فرانسه است که در canton of Saint-André-les-Alpes واقع شده‌است. آنگل ۹٫۸۳ کیلومتر مربع مساحت دارد ۹۵۶ متر بالاتر از سطح دریا واقع شده‌است.